# Я почти знаменит
«Я почти знаменит» — российское шоу народных талантов совместного производства «Первого канала» и «Fremantle Media», в котором каждый участник демонстрирует свои уникальные способности. Выходило на «Первом канале» с 17 января по 21 марта 2021 года, является подобным аналогом шоу «Минута славы». Ведущие — Сергей Минаев, Аглая Шиловская, члены жюри — Алексей Ягудин, Жанна Бадоева и Николай Цискаридзе. Девиз шоу — «Не падать духом и оставаться яркими и непревзойденными, невзирая на непростые времена».

## История
В сентябре 2020 года Первый канал открыл кастинг шоу «Я почти знаменит», который должны были пройти талантливые люди, которые способны поразить телезрителей.
В декабре того же года в съемочном павильоне «Мосфильм» уже начались съёмки первых выпусков. За каждый съёмочный день по окончании съёмок получали гонорар — 800—900 рублей.
В январе 2021 года стало известно о дате выхода шоу в эфир. Первый выпуск вышел в эфир 17 января.
Ведущими шоу стали — советский и российский певец и диск-жокей Сергей Минаев, который ведет шоу в студии и российская актриса Аглая Шиловская, которая работает за кулисами шоу.
Шоу «Я почти знаменит» как и шоу «Минута славы» является адаптацией аналога «Britain's Got Talent». 
С 17 января по 21 марта 2021 года вышло всего 8 выпусков, 21 марта прошёл большой финал, этот выпуск стал для шоу заключительным.
Победителем финала стал дворник из Ижевска Семен Бухарин, который в 2022 году потратил свой приз с шоу на квартиру и здоровье, как и все участники он выиграл 3 миллиона рублей.
В некоторых выпусках шоу кроме других участников принимали участие дети-участники шоу Максима Галкина «Лучше всех!».
Режиссер-постановщик шоу Артем Прохоров.

## Правила
Каждый отборочный тур — это 11 участников, которые борются за прохождение в финал, победитель получит 3 миллиона рублей. Каждый показывает свой заранее подготовленный номер. Оценивать его будут члены жюри. В процессе выступления они могут обсуждать номер. Затем каждый из членов жюри принимает решение, пропускать ли участника дальше. Для этого он нажимает или не нажимает на кнопку. Только три «да» от членов жюри позволят участнику пройти дальше.
Есть у членов жюри «золотая кнопка». Нажав на нее, можно спасти одного из участников от выбывания. Только каждый член жюри может сделать это только один раз за все шоу.

## Выпуски
| Номер    | Дата выхода | Финалисты |
| -------- | ----------- | --- |
| 1 выпуск | 17.01.2021  | Алексей Шлега, Андрей Фролов и Эдуард Базилевич, Камилла Алиева, Артур Гумеров, Игорь Баронас                                                         |
| 2 выпуск | 24.01.2021  | Максим Киселёв, Омар Хандулаев, Юлия Бойко, Владимир Коваленко, Семен Бухарин                                                                         |
| 3 выпуск | 31.01.2021  | Валентин Четверкин, Адиль Ахметжанов, Артем Косик, Виталий Будяк, Николай Ершов                                                                       |
| 4 выпуск | 07.02.2021  | Варвара Гордеева, Сергей Кириллов, Ольга Кекс, Михаил Иванов                                                                                          |
| 5 выпуск | 14.02.2021  | Луиза Зарипова, Денис Фомичев и Евгений Баруздин |
| 6 выпуск | 28.02.2021  | Суннат Махмудов, Нурмухаммад Ташмаматов, коллектив «Ballaholix», Анна Бондаренко, Екатерина Масленникова, Владислав Кукиев, Мехтихан Асхабов          |
| 7 выпуск | 14.03.2021  | Андрей Киселев, Аскар Комекбаев, Никита Касьянов, Алеся Лаверычева, Михаил Жарков, Магомед Куриев, Рохим Куриев, пёс Фараон и коллектив «Воркаут-шоу» |
| 8 выпуск | 21.03.2021  | Семён Бухарин, Камилла Алиева, Валентин Четвёркин |

## Участники
| Имя                                       | Страна / город / село | Профессия                                  | Талант |
| ----------------------------------------- | --------------------- | ------------------------------------------ | --- |
| Суннат Махмудов                           | Анапа                 | танцор                                     | уличные танцы |
| Майя Блинова                              | Волгодонск            | чемпионка мира по армлифтингу              | поднятие 8 человек общим весом 425 кг                                                                                          |
| Семен Бухарин                             | Ижевск                | дворник-художник                           | рисование лопатой картины на снегу                                                                                             |
| Екатерина Масленникова                    | Ставрополь            | восьмиклассница                            | запоминание 100 флагов стран мира за 1 минуту и их воспроизведение в указанном порядке на стенде.                              |
| Андрей Фролов и Эдуард Базилевич          | Новосибирск           | повара-блинопеки                           | жонглирование сковородами с постными блинами в четыре руки                                                                     |
| Михаил Иванов                             | Москва                | блогер                                     | выплевывание воды стаканами и попадание ей в мишень                                                                            |
| Жалсып Манзыров                           | Удмуртия              | рекордсмен                                 | раскол 59 верблюжьих хребтовых костей крупнорогатого скота кулаками за 1 минуту                                                |
| Андрей Киселев                            | Свердловск            | атлет                                      | отжимание более 71 раз в стойке на руках                                                                                       |
| Рафаэль Кулиев                            | Бурятия               | атлет                                      | поднятие пальцем гири весом 54 кг и поднятие штанги весом в 160 кг за счет двух пальцев на правой и левой руке, стоя на гвозде |
| Евгений и София Горковка                  | Красноярск            | лучники                                    | меткость стрельбы на скорость                                                                                                  |
| Никита Меркутов                           | Муром                 | пожарник                                   | поднятие тяжёлых предметов |
| Наталья Китаева и коллектив «Воркаут-шоу» | Юдановка              | рекордсменка                               | акробатика |
| Нурмухаммад Ташмаматов                    | Кыргызстан            | рекордсмен                                 | настольный теннис с нунчаками                                                                                                  |
| Омар Хандулаев                            | Килятль               | аксакал                                    | трюки на турнике |
| Максим Киселёв                            | Рубцовск              | фокусник-менталист                         | фокусы и прочтение мыслей |
| Луиза Зарипова                            | Севастополь           | рекордсменка мира по отжиманиям на гвоздях | отжимание на гвоздях |
| Василиса Полякова                         | Волгоград             | вундеркинд                                 | напев песни с математическим примером из 20 действий                                                                           |
| Даниил Шрайнер                            | Красноярск            | рекордсмен, блогер                         | установка 101 прищепки на лице                                                                                                 |
| Дарья Никулина                            | Москва                | воспитанница циркового коллектива «Скедни» | эквилибристика на диске |